# Seneca Falls
Seneca Falls est une ville du comté de Seneca dans l'État de New York.
Sa population était de 9 040 habitants en 2010 ;  8 942  au recensement de 2020.
Seneca Falls est un lieu historique situé le long d’une branche du canal Érié. Elle est considérée comme le berceau des droits des femmes, où la convention sur les droits des femmes s’est tenue les 19 et 20 juillet  1848. Certains pensent également qu’elle a inspiré la ville fictive de  Bedford Falls, dépeinte dans le film classique de 1946 du cinéaste Frank Capra, La vie est belle.